# Parco commemorativo dell'Olocausto (New York)
Il Parco commemorativo dell'Olocausto (in inglese Holocaust Memorial Park) è un parco pubblico situato in riva al mare tra Emmons Avenue e Shore Boulevard a Sheepshead Bay Brooklyn. Le comunità vicine di Sheepshead Bay, Manhattan Beach e Brighton Beach furono colonizzate dopo la seconda guerra mondiale da una vasta popolazione di ebrei, molti dei quali erano immigrati e sopravvissuti all'Olocausto.
Il Memorial Park è l'unico parco pubblico commemorativo dell'Olocausto a New York. È di proprietà di New York City ed è gestito dal dipartimento dei parchi. L'organizzazione senza scopo di lucro "The Holocaust Memorial Committee" con sede a Brooklyn ha il controllo sulle pietre del parco.

## Storia
Il parco è stato realizzato nel 1985 dall'allora sindaco Edward I. Koch. Originariamente consisteva in un boschetto di platani londinesi con alcune sedute. Dopo un processo di pianificazione guidato da un'organizzazione no-profit locale, The Holocaust Memorial Committee, il presidente del distretto di Brooklyn Howard Golden ha stanziato $933.000 per la costruzione di un memoriale permanente.
La costruzione è iniziata nel 1994; il memoriale è stato inaugurato il 22 giugno 1997 dal sindaco Rudolph Giuliani, Howard Golden, Abraham Foxman, direttore nazionale della Lega Antidiffamazione, da un sopravvissuto all'Olocausto e altri funzionari.

## Caratteristiche
Il memoriale progettato dall'architetto paesaggista George Vellonakis è costituito da una scultura di granito e acciaio a vista, a forma di torre alta circa 4,5 m sovrastata da una "fiamma eterna" in bronzo. La parola "Ricorda" circonda la cima della torre che si erge su tre piedistalli circolari di granito, recanti i nomi dei paesi in cui le persone furono perseguitate durante l'Olocausto. Una lastra di granito larga 6,5 m riporta una breve storia dell'Olocausto.
In fondo alla lastra troviamo scritto:
Da entrambi i lati la torre è racchiusa tra due giardini in ghiaia frantumata, con 234 pietre di granito, su cui sono incisi nomi, luoghi ed eventi storici legati all'Olocausto. Vogliono evocare lapidi con bordi spezzati per rappresentare le vite distrutte dei sopravvissuti all'Olocausto. Ognuna è diversa per forma e dimensione, per ricordare la diversità di coloro che sono stati perseguitati dai nazisti.
Chiunque può far incidere i nomi di amici o familiari persi durante l'Olocausto con una donazione di $360 al Comitato per il Memoriale dell'Olocausto. Ai donatori viene chiesto di fornire il nome della vittima e una breve storia della sua esperienza con l'Olocausto. Il comitato si riunisce quindi per verificare l'autenticità dell'iscrizione proposta; sulle pietre sono già stati incisi migliaia di nomi.
Tra le incisioni troviamo:
- luoghi: Auschwitz, Bergen-Belsen, Belzec, Buchenwald, Babi Yar, campo di concentramento di Mauthausen, campo di concentramento di Dachau, Treblinka, Sobibor, Theresienstadt, Majdanek e altri.[8]
- eventi e fatti: conferenza di Wannsee, marce della morte, Leggi di Norimberga, conferenza di Évian, Notte dei cristalli, rivolta di Varsavia e altro ancora.[8]
- persone: Raoul Wallenberg, Anna Frank, Chaim Michael Dov Weissmandl, Mordechai Gebirtig e altri.[8]
- poesie e messaggi di personaggi famosi come Abraham Sutzkever, Elie Wiesel, Simon Wiesenthal, Dwight D. Eisenhower, Prima vennero... e altro ancora.[8][9]

## Commemorazioni
Fin dall'inaugurazione si svolgono numerosi raduni durante tutto l'anno: per ricordare, in occasione di programmi commemorativi, e per onorare i leader, educatori ed eroi, come ad esempio nel Giorno della memoria.

## Atti di vandalismo
Nel corso degli anni il parco è stato oggetto di diversi atti vandalici. Uno è avvenuto nel 2012, quando il Memoriale è stato imbrattato con graffiti dai testi volgari. Un altro caso di vandalismo, sempre con graffiti, si è verificato nel 2019.